# Shadows of the Sun
Albums de Ulver
Blood Inside
(2005) Wars of the Roses
(2011)
Shadows of the Sun est le septième album studio du groupe norvégien Ulver, sorti en 2007.
La musique est ici essentiellement de l'ambient / électronique, avec incorporation de percussions, de saxophone ou encore de thérémine (joué par Pamelia Kurstin) donnant une ambiance plus chaleureuse à la musique que par le passé.
L'album comporte une reprise de Solitude, chanson du groupe Black Sabbath tirée de l'album Master of Reality.

## Liste des pistes
| No | Titre               | Durée |
| -- | ------------------- | ----- |
| 1. | Eos                 | 5:05  |
| 2. | All the Love        | 3:43  |
| 3. | Like Music          | 3:30  |
| 4. | Vigil               | 4:28  |
| 5. | Shadows of the Sun  | 4:36  |
| 6. | Let the Children Go | 3:50  |
| 7. | Solitude            | 3:54  |
| 8. | Funebre             | 4:27  |
| 9. | What Happened?      | 6:25  |